# Dean Martin/Filmografie

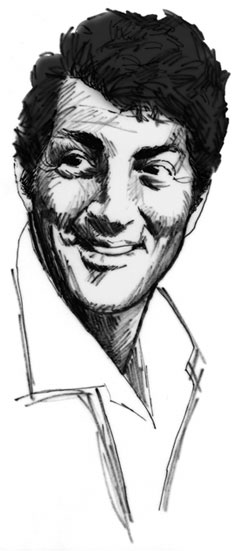
Dean Martin

Dean Martins Filmografie enthält eine Aufstellung der Spiel- und Fernsehfilme, in denen der US-amerikanische Schauspieler Dean Martin mitgewirkt hat.

## Überblick
Dean Martin (* 7. Juni 1917 als Dino Crocetti; † 25. Dezember 1995) war ein Sänger, Schauspieler und Entertainer italienischer Abstammung. Er begann seine Karriere 1939 als Sänger in Nachtclubs. Weltbekannt wurde er nach dem Ende des Zweiten Weltkriegs durch eine zehnjährige Zusammenarbeit mit dem neun Jahre jüngeren Komiker Jerry Lewis. Martin & Lewis war in erster Linie ein Live-Act, den die beiden Entertainer landesweit auf Bühnen in Nachtclubs aufführten. Ab 1949 übertrugen sie ihr Format, das eine Kombination aus Gesang und Comedy war, auf das Medium Spielfilm. Bis 1956 entstanden unter der Produktion von Hal Wallis für die Paramount Studios 16 abendfüllende Filme, die die bekannte Rollenverteilung zwischen Martin und Lewis in wechselnde Rahmenhandlungen aus dem Militär, der Marine, dem Showbusiness, der Zirkuswelt oder dem Wilden Westen einbetteten. Die Filme waren kommerziell außerordentlich erfolgreich. Sie erzielten oft bessere Einspielergebnisse als anspruchsvolle Spielfilme von Alfred Hitchcock und anderen. Nach der Trennung von Jerry Lewis im Sommer 1956 setzte Martin seine Filmkarriere allein fort. Um als Solokünstler ins Geschäft zu kommen, akzeptierte er zunächst Angebote, die deutlich schlechter bezahlt waren als in der Martin-&-Lewis-Ära. In den späten 1950er-Jahren drehte Martin einige anspruchsvolle Filme wie Rio Bravo oder Die jungen Löwen, in denen er nach Ansicht von Kritikern erhebliches schauspielerisches Talent zeigte. Sein letzter ähnlich anspruchsvoller Film war Puppen unterm Dach (1963). Nachdem die Besetzung einer der Hauptrollen mit Martin in der Presse als „schlechter Scherz“ kritisiert worden war, zog sich Martin komplett von ernsthaften Filmen zurück und wählte stattdessen künftig Rollen aus, die „möglichst viel Geld bei möglichst wenig Aufwand“ versprachen. Nach diesem Muster drehte Martin in den 1960er-Jahren jährlich mehrere Filme – Musicals, Western und Komödien –, die mit Stars wie John Wayne, Robert Mitchum, Rock Hudson, Alain Delon oder Burt Lancaster zwar hochkarätig besetzt waren, mit Ausnahme von Billy Wilders zynischer Satire Küss mich, Dummkopf aber regelmäßig schnell und preiswert gemacht waren und von der Kritik verrissen wurden. Seine letzte Rolle hatte Martin 1983 in der Komödie Auf dem Highway ist wieder die Hölle los.

## Spielfilme

### Hauptrollen
| Jahr                   | Originaltitel                               | Deutscher Titel (Alternativtitel)                  | Rolle                           | Regisseur          | Studio              |
| ---------------------- | ------------------------------------------- | -------------------------------------------------- | ------------------------------- | ------------------ | ------------------- |
| Filme mit Jerry Lewis  |                                             |                                                    |                                 |                    |                     |
| 1949                   | My friend Irma                              | –                                                  | Steve Laird                     | George Marshall    | Paramount           |
| 1950                   | My friend Irma Goes West                    | Irma, das unmögliche Mädchen                       | Steve Laird                     | Hal Walker         | Paramount           |
| 1951                   | At War With The Army                        | Krach mit der Kompanie                             | Vic Puccinella                  | Hal Walker         | Paramount           |
| 1951                   | That’s My Boy                               | –                                                  | Bill Baker                      | Hal Walker         | Paramount           |
| 1952                   | The Stooge                                  | Der Prügelknabe                                    | Bill Miller                     | Norman Taurog      | Paramount           |
| 1952                   | Sailor Beware                               | Seemann paß auf                                    | Al Crowthers                    | Hal Walker         | Paramount           |
| 1952                   | Jumping Jacks                               | Schrecken der Division                             | Chick Allen                     | Norman Taurog      | Paramount           |
| 1953                   | Scared Stiff                                | Starr vor Angst                                    | Larry Todd                      | George Marshall    | Paramount           |
| 1953                   | The Caddy                                   | Der Tolpatsch                                      | Joe Anthony                     | Norman Taurog      | Paramount           |
| 1954                   | Money From Home                             | Der tollkühne Jockey                               | Herman „Honey Talk“ Nelson      | George Marshall    | Paramount           |
| 1954                   | Living it Up                                | Der sympathische Hochstapler                       | Steve Harris                    | Norman Taurog      | Paramount           |
| 1954                   | Three Ring Circus                           | Im Circus der drei Manegen                         | Peter „Pete“ Nelson             | Joseph Pevney      | Paramount           |
| 1955                   | You’re Never Too Young                      | Man ist niemals zu jung (Der Gangsterschreck)      | Bob Miles                       | Norman Taurog      | Paramount           |
| 1955                   | Artists and Models                          | Maler und Mädchen (Der Agentenschreck)             | Rick                            | Frank Tashlin      | Paramount           |
| 1956                   | Pardners                                    | Wo Männer noch Männer sind                         | Slim Mosely (senior und junior) | Norman Taurog      | Paramount           |
| 1956                   | Hollywood Or Bust                           | Alles um Anita                                     | Steve Wiley                     | Frank Tashlin      | Paramount           |
| Filme als Solokünstler |                                             |                                                    |                                 |                    |                     |
| 1957                   | Ten Thousand Bedrooms                       | Zehntausend Schlafzimmer                           | Ray Hunter                      | Richard Thorpe     | Metro-Goldwyn-Mayer |
| 1958                   | The Young Lions                             | Die jungen Löwen                                   | Michael Whiteacre               | Edward Dmytryk     | 20th Century Fox    |
| 1958                   | Some Came Running                           | Verdammt sind sie alle                             | Bama Dillert                    | Vincente Minnelli  | Metro-Goldwyn-Mayer |
| 1959                   | Rio Bravo                                   | Rio Bravo                                          | Dude                            | Howard Hawks       | Warner Bros.        |
| 1959                   | Career                                      | Viele sind berufen                                 | Maury Novak                     | Joseph Anthony     | Paramount           |
| 1960                   | Who Was That Lady?                          | Wer war die Dame?                                  | Michael Haney                   | George Sidney      | Columbia            |
| 1960                   | Bells Are Ringing                           | Anruf genügt – komme ins Haus                      | Jeffrey Moss                    | Vincente Minnelli  | Metro-Goldwyn-Mayer |
| 1960                   | Ocean’s Eleven                              | Frankie und seine Spießgesellen                    | Sam Harmon                      | Lewis Milestone    | Warner Bros.        |
| 1961                   | All in a Night’s Work                       | Alles in einer Nacht (Es geschah in einer Nacht)   | Tony Ryder                      | Joseph Anthony     | Paramount           |
| 1961                   | Ada                                         | Ada Dallas (Ada – Frau mit Vergangenheit)          | Bo Gillis                       | Daniel Mann        | Metro-Goldwyn-Mayer |
| 1962                   | Sergeants 3                                 | Die siegreichen Drei                               | Chip Deal                       | John Sturges       | United Artists      |
| 1962                   | Who’s got the Action?                       | Immer nur deinetwegen                              | Steve Flood                     | Daniel Mann        | Paramount           |
| 1962                   | Something’s Got to Give                     | –                                                  | Nicholas Arden                  | George Cukor       | 20th Century Fox    |
| 1963                   | Toys In The Attic                           | Puppen unterm Dach                                 | Julian Berniers                 | George Roy Hill    | United Artists      |
| 1963                   | Who’s Been Sleeping in My Bed?              | Wer hat in meinem Bett geschlafen?                 | Jason Steele                    | Daniel Mann        | Paramount           |
| 1963                   | Four For Texas                              | Vier für Texas                                     | Joe Jarrett                     | Robert Aldrich     | Warner Bros.        |
| 1964                   | Kiss Me, Stupid                             | Küss mich, Dummkopf                                | Dino                            | Billy Wilder       | Lopert              |
| 1964                   | What a Way to Go!                           | Immer mit einem anderen                            | Leonard „Lennie“ Crawley        | J. Lee Thompson    | 20th Century Fox    |
| 1964                   | Robin and the Seven Hoods                   | Sieben gegen Chicago                               | Little John                     | Gordon Douglas     | Warner Bros.        |
| 1965                   | The Sons of Katie Elder                     | Die vier Söhne der Katie Elder                     | Tom Elder                       | Henry Hathaway     | Paramount           |
| 1965                   | Marriage on the Rocks                       | Dreimal nach Mexiko                                | Ernie Brewer                    | Jack Donohue       | Warner Bros.        |
| 1966                   | The Silencers                               | Leise flüstern die Pistolen                        | Matt Helm                       | Phil Carlson       | Columbia            |
| 1966                   | Texas Across The River                      | Zwei tolle Kerle in Texas                          | Sam Hollis                      | Michael Gordon     | Universal           |
| 1966                   | Murderer’s Row                              | Die Mörder stehen Schlange                         | Matt Helm                       | Henry Levin        | Columbia            |
| 1967                   | Rough Night in Jericho                      | Als Jim Dolan kam                                  | Alex Flood                      | Arnold Laven       | Universal           |
| 1967                   | The Ambushers                               | Wenn Killer auf der Lauer liegen                   | Matt Helm                       | Henry Levin        | Columbia            |
| 1968                   | Bandolero!                                  | Bandolero                                          | Dee Bishop                      | Andrew V. McLaglen | 20th Century Fox    |
| 1968                   | How to Save a Marriage – and Ruin Your Life | Zärtlich schnappt die Falle zu                     | David Sloane                    | Fielder Cook       | Columbia            |
| 1968                   | Five Card Stud                              | Todfeinde                                          | Van Morgan                      | Henry Hathaway     | Paramount           |
| 1969                   | The Wrecking Crew                           | Rollkommando                                       | Matt Helm                       | Phil Karlson       | Columbia            |
| 1970                   | Airport                                     | Airport                                            | Vernon Demerest                 | George Seaton      | Universal           |
| 1972                   | Something Big                               | El Capitano                                        | Joe Baker                       | Andrew V. McLaglen | National General    |
| 1973                   | Showdown                                    | Die Geier warten schon                             | Billy                           | George Seaton      | Universal           |
| 1975                   | Mr. Ricco                                   | Was nützt dem toten Hund ein Beefsteak? (Dead End) | Joe Ricco                       | Paul Bogart        | Metro-Goldwyn-Mayer |
| 1981                   | The Cannonball Run                          | Auf dem Highway ist die Hölle los                  | Jamie Blake                     | Hal Needham        | 20th Century Fox    |
| 1983                   | The Cannonball Run II                       | Auf dem Highway ist wieder die Hölle los           | Jamie Blake                     | Hal Needham        | Warner Bros.        |

Erklärungen:
- Jahr: Nennt das Jahr, in dem der Film erstmals erschienen ist.
- Originaltitel: Nennt den Originaltitel des Films.
- Deutscher Titel: Nennt den deutschen Titel des Films. Manche Filme sind nie in Deutschland erschienen.
- Rolle: Beschreibt die Rolle Dean Martins in groben Zügen.
- Länge: Nennt die ursprüngliche Länge des Films in der Kinofassung in Minuten. Manche Filme wurden später gekürzt, teilweise auch nur für deutschen Filmverleih. Kinofilme haben 24 Vollbilder pro Sekunde. Im Fernsehen oder auf DVD werden Filme im Phase-Alternating-Line-System (PAL) mit 25 Vollbildern pro Sekunde gezeigt, siehe PAL-Beschleunigung. Dadurch ist die Laufzeit der Filme im Kino um vier Prozent länger als im Fernsehen, was bei einer Kinolaufzeit von 100 Minuten eine Lauflänge von 96 Minuten im Fernsehen bedeutet.
- Regisseur: Nennt den Regisseur des Films.
- Studio: Nennt das produzierende Filmstudio.

### Gastauftritte
- 1953 – Der Weg nach Bali, Regie: Hal Walker – Dean Martin spielt sich selbst
- 1960 – Pepe, Regie: George Sidney – mit einem Kurzauftritt des gesamten Rat Pack
- 1962 – Der Weg nach Hongkong (Road to Hong Kong), Regie: Norman Panama
- 1963 – Wenn mein Schlafzimmer sprechen könnte (Come Blow Your Horn), Regie: Bud Yorkin – Dean Martin spielt Wino

## Auftritte im Fernsehen
- 1948 – Toast of the Town
- 1948 – The Milton Berle Show
- 1950–55 – The Colgate Comedy Hour (auch Colgate Variety Hour) diverse Gastauftritte von Martin & Lewis
- 1957 – The Frank Sinatra Show (NBC)
- 1958 – Danny Thomas Show (Episode „Terry’s Crush“)
- 1959 – The Frank Sinatra Show (ABC)
- 1962 – The Judy Garland Show (CBS)
- 1962 – Ist das nicht Dean Martin? (Lucy Dates Dean Martin)
- 1962 – The Lucy Show (Episode „Hoppla Lucy“)
- 1964 – Tausend Meilen Staub (Rawhide, Episode „Canliss“)
- 1967 – Movin’ with Nancy (NBC)
- 1974 – Lucy im Glück (Lucy gets Lucky)
- 1977 – Sinatra and Friends (ABC)
- 1978 – Drei Engel für Charlie (Doppelfolge „Mord in Las Vegas“)
- 1978 – „Vega$“ (Episode „Ihr Sessel wird frei, Mr. Roth“; mit Tony Curtis)
- 1990 – Sammy Davis jr. 60th Anniversary in Showbusiness (ABC)